# Decorazione al merito del Salisburghese
La Decorazione al merito del Salisburghese (in tedesco: Ehrenzeichen des Landes Salzburg) è un'onorificenza concessa dallo stato federato austriaco del Salisburghese.

## Storia
La decorazione del Salisburghese è stata istituita il 7 febbraio 2001 per premiare quanti abbiano compiuto servizi speciali nel campo dei lavori pubblici e privati nonché per il benessere generale o comunque che abbiano contribuito a promuovere lo sviluppo del Salisburghese.
La decorazione, per via di scale gerarchiche, si pone al di sotto dell'Anello del Salisburghese in quanto, pur conservando dei criteri di concessione ristretti, si presenta molto meno stringente ed esclusiva della prima onorificenza.

## Classi
La medaglia è suddivisa in cinque di benemerenza:
- Gran Croce d'onore
- Gran decorazione
- Decorazione
- Grande medaglia al merito
- Medaglia al merito

La medaglia è costituita da una croce gigliata smaltata coi colori del Salisburghese (bianca bordata di rosso). Al centro della decorazione si trova uno scudo smaltato con lo stemma del Salisburghese attorniato da una corona d'alloro dorata (la Decorazione non prevede la corona d'alloro attorno allo stemma)
La stella dell'ordine è costituita da una placca a forma di croce gigliata smaltata dei colori del Salisburghese (bianca bordata di rosso). Al centro della decorazione si trova uno scudo smaltato con lo stemma del Salisburghese.
Il nastro dell'ordine è costituito da una fascia bianca con una linea rossa per parte.

## Insigniti notabili
- Karl Berg
- Franz Josef Strauß
- Georg Eder
- Herbert von Karajan